# فرخ ذاکروف
فرخ ذاکروف (ازبکی: Farrux Karimovich Zokirov؛ زادهٔ ۱۶ آوریل ۱۹۴۶) خواننده، آهنگساز و بازیگر اهل کشور ازبکستان است. وی از سال ۱۹۶۹ میلادی تاکنون مشغول فعالیت بوده‌است. ذاکرف از ماه مه ۲۰۰۲ تا ژوئیه ۲۰۰۴، معاون وزیر فرهنگ و ورزش جمهوری ازبکستان بود.